# Tapete Baharestan
O Tapete Baharestan (em persa: فرش بهارستان, significando o tapete da primavera) foi encomendado pelo xá sassânida Cosroes I para a sala principal de audiências do Palácio Imperial da dinastia sassânida em Ctesifonte, na província de Cuararão (atual Iraque).
Media 140 metros (450 pés) de comprimento por 27 metros (90 pés) de largura, e representava um jardim. Em 637, quando a capital iraniana, Ctesifonte, foi ocupada, o tapete Baharestan foi levado pelos árabes, cortado em pedaços menores, e dividido entre os generais vencedores como espólio.
Segundo os historiadores, o famoso trono Tāqdis era também coberto com 30 tapetes Baharestan especiais representando os 30 dias do mês e quatro outros tapetes representando as quatro estações do ano.